# Малий Шариш
Малий Шариш (словац. Malý Šariš) — село в Словаччині, Пряшівському окрузі Пряшівського краю.
Уперше село згадується у 1248 році.

## Географія
Розташоване в північно—східній частині Словаччини, у Шариській височині в долині Шариського потока..

## Культурні пам'ятки
У селі є римо—католицький костел з 1684 року та три садиби з першої половини 19 століття в стилі класицизму.
В кадастрі села знаходиться частина з назвою Цем'ята (словац. Cemjata), у якій розташовані курортні будинки з каплицею з початку 19 століття.

## Населення
| Рік:            | 1994. | 2004.   | 2014.    | 2024.    |
| --------------- | ----- | ------- | -------- | -------- |
| Кількість осіб: | 1297  | 1363    | 1593     | 1903     |
| Різниця:        |       | +5,08 % | +16,87 % | +19,46 % |

| Рік:            | 2023. | 2024.   |
| --------------- | ----- | ------- |
| Кількість осіб: | 1883  | 1903    |
| Різниця:        |       | +1,06 % |

У 2016 році в селі проживало 1 656 осіб.
Склад населення за приналежністю до релігії станом на 1992 рік (разом 1275 осіб):
- римо-католики — 1012,
- протестанти — 133,
- греко-католики — 38,
- не вважають себе віруючими або не належать до жодної вищезгаданої церкви — 11.